# Kapila
Kapila (Maharishi Kapila) var en indisk filosof som levde omkring 500 f.Kr. (200 f.Kr.). Kan ha grundlagt samkhyafilosofin.